# Hypoganus
Hypoganus är ett släkte av skalbaggar som beskrevs av Ernst Hellmuth von Kiesenwetter 1858. Hypoganus ingår i familjen knäppare.
Släktet innehåller bara arten Hypoganus inunctus.

## Bildgalleri

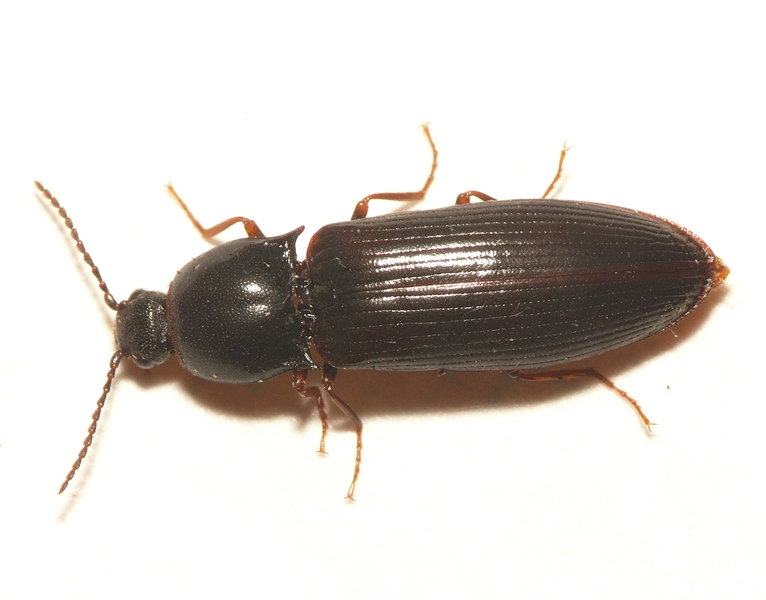